# Aloinella catenula
Aloinella catenula är en bladmossart som beskrevs av Jules Cardot 1909. Aloinella catenula ingår i släktet Aloinella och familjen Pottiaceae. Inga underarter finns listade i Catalogue of Life.